# Chiesa dei Santi Atanasio e Rocco
La chiesa dei Santi Atanasio e Rocco è un luogo di culto cattolico di rito ambrosiano, costruito a Barile, nella provincia di Potenza.

## Storia

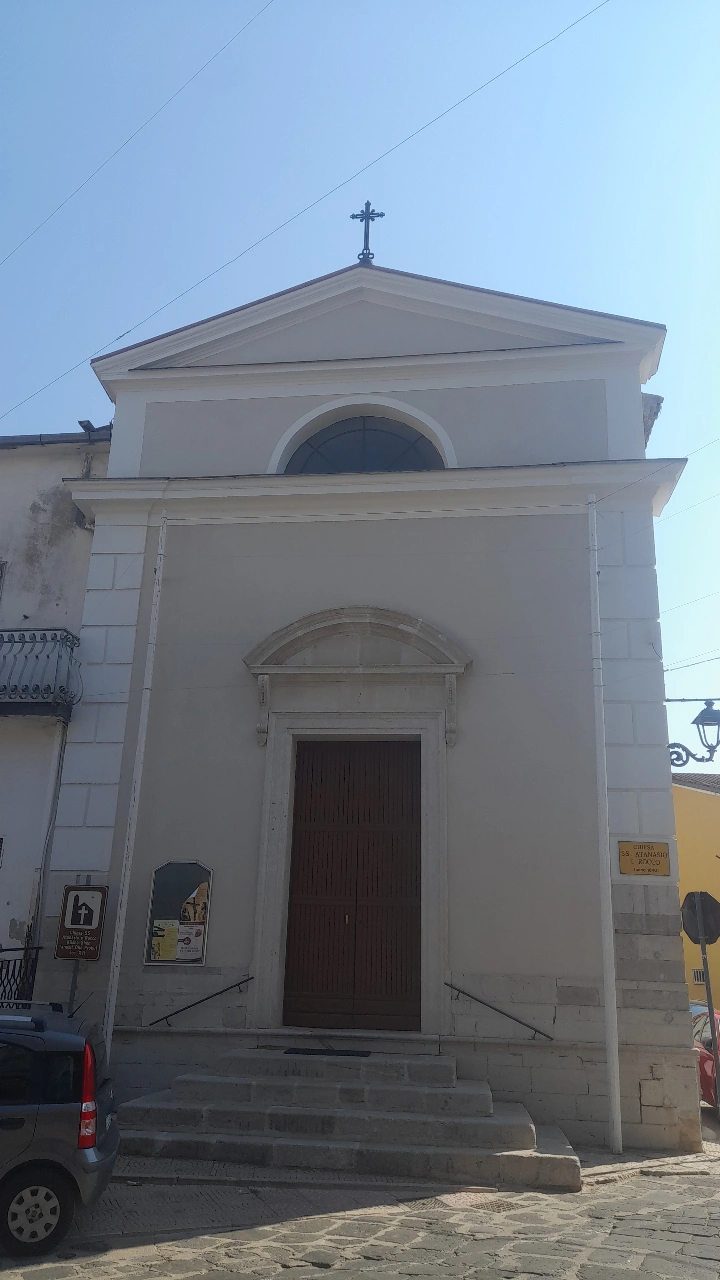
La chiesa nel 2025

Fu costruita attorno al 1640 dalla confraternita dei morti, sotto la vigilanza di Raffaele Daniele, come recita il quadro sulla volta maggiore. Essa fu più volte restaurata nel corso dei secoli, fino ad assumere il suo assetto attuale che, soprattutto se si guarda agli altari, risale al XIX secolo.

## Architettura

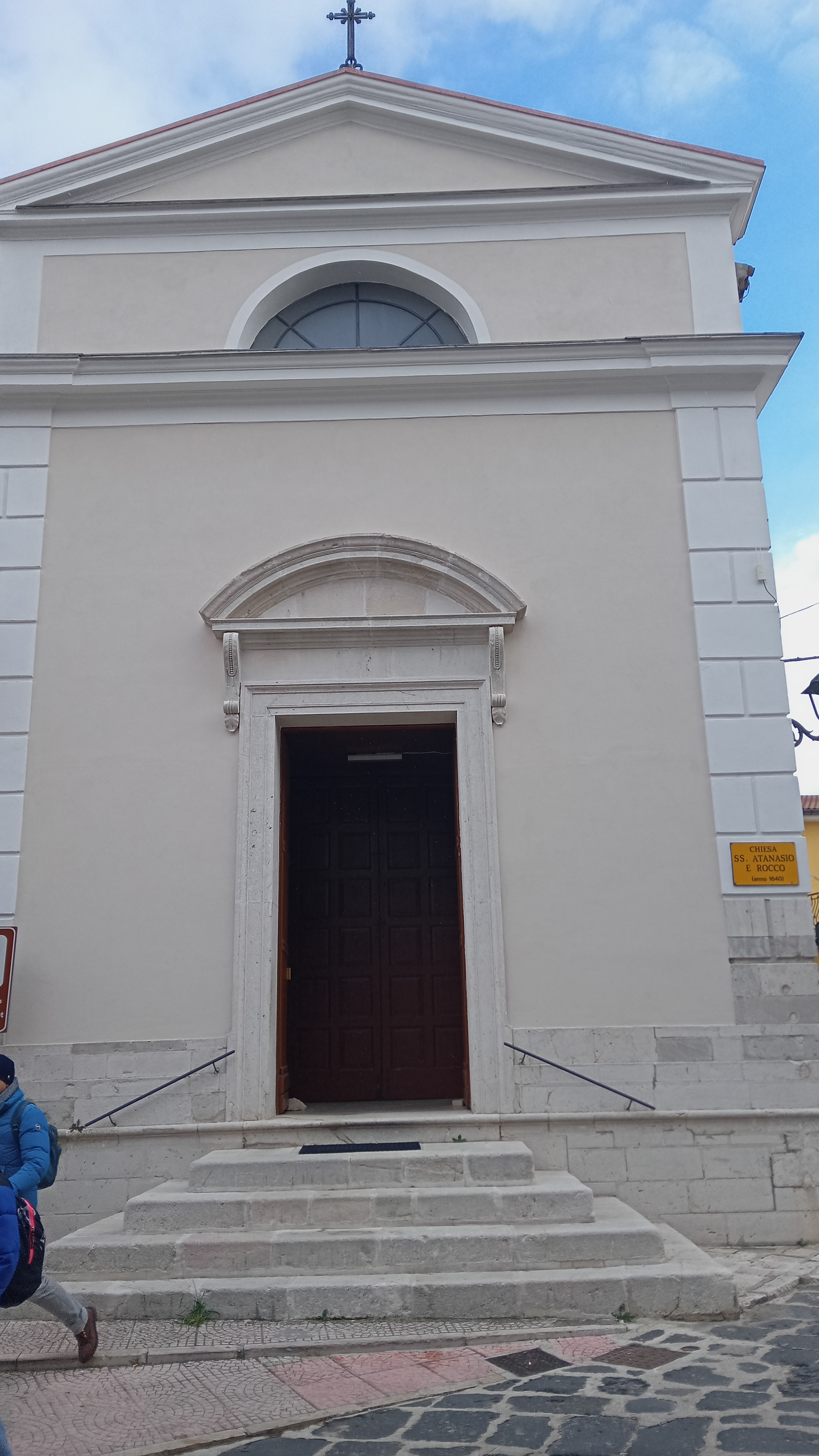
La chiesa nel 2023

La facciata è a capanna ed ha un aspetto sostanzialmente settecentesco, incline al neoclassicismo. Troviamo infatti una facciata dipartita orizzontalmente, con la parte inferiore che accoglie il portale, più ampia della superiore che accoglie una finestra a mezzaluna. Le due parti sono divise da un cornicione, affiancate da paraste bugnate, ed il tutto è coronato da un timpano. Il portale, in pietra locale, è sovrastato da un timpano centinato. Passando all’interno, la chiesa ha una pianta a navata unica conclusa da un’abside semicircolare, ed un locale accessorio che conduce alla sagrestia. La navata centrale presenta tre cappelle laterali per lato, che contengono i rispettivi altari laterali. Il presbiterio è a pianta quadrata e tra quest’ultimo e l’abside troviamo l’altare maggiore, realizzato nella seconda metà del ‘700 e conforme allo stile barocco napoletano, sovrastato da un crocifisso. L’altare è di tipo a parete, costituito da un paliotto riccamente decorato con volute e tarsie marmoree, mensa sorretta da cantonali a volute, tabernacolo ornato da una colomba ad ali spiegate e capialtare con putti alati. Gli altari laterali risalgono tutti al XIX secolo e sono sovrastati da nicchie decorate da stucchi a volute e ghirlande e contenenti statue di santi. La volta, a botte e cassettonata, presenta tre pregevoli tele, risalenti alla prima metà del ‘600, rappresentanti l’Incoronazione della Vergine, Madonna con Bambino tra santi e anime del Purgatorio, e Madonna con Bambino con i santi Anna e Gioacchino.
Nella controfacciata troviamo una cantoria con organo risalente al XIX circa.
Uscendo dalla chiesa, immediatamente sulla sinistra, troviamo un piazzale con una croce viaria. Essa riporta il medesimo anno della vicina fontana dello Steccato, e rientra presumibilmente in un comune piano di abbellimento della cittadina di Barile ad opera dei suoi amministratori. I riferimenti iconografici, carichi di simbolismo, trovano confronti con analoghi temi sviluppati nei programmi decorativi già del secolo precedente. È formata da una base parallelepipeda su pedana rialzata da gradini; sulle quattro facce sono raffigurati: clessidra e iscrizione, teschio coronato, teschio con copricapo vescovile, teschio con serto vegetale. Al di sopra si erge colonna baccellata inferiormente e scanalata, sormontata da capitello composito sulla cui sommità troviamo una croce. Sulla parte frontale è raffigurato il Crocifisso, secondo l'iconografia del Cristo morto tipicamente bizantina, con il capo reclinato sulla spalla sinistra e con teschio ai piedi della croce. Essa poggia su pilastrino su cui sono raffigurati in rilievo i tre monti del Calvario. Sulla parte posteriore della croce è rappresentata la Madonna velata e coronata in atteggiamento orante.
All'interno della chiesa si conservano quattro dipinti del 1640 di scuola napoletana. Una tela di scuola napoletana, raffigurante la Madonna del Carmine, realizzata sul finire del Settecento è conservata nella chiesa dell'ex convento dei carmelitani di Santa Maria del Carmine.